# Oude Marendalgroeve

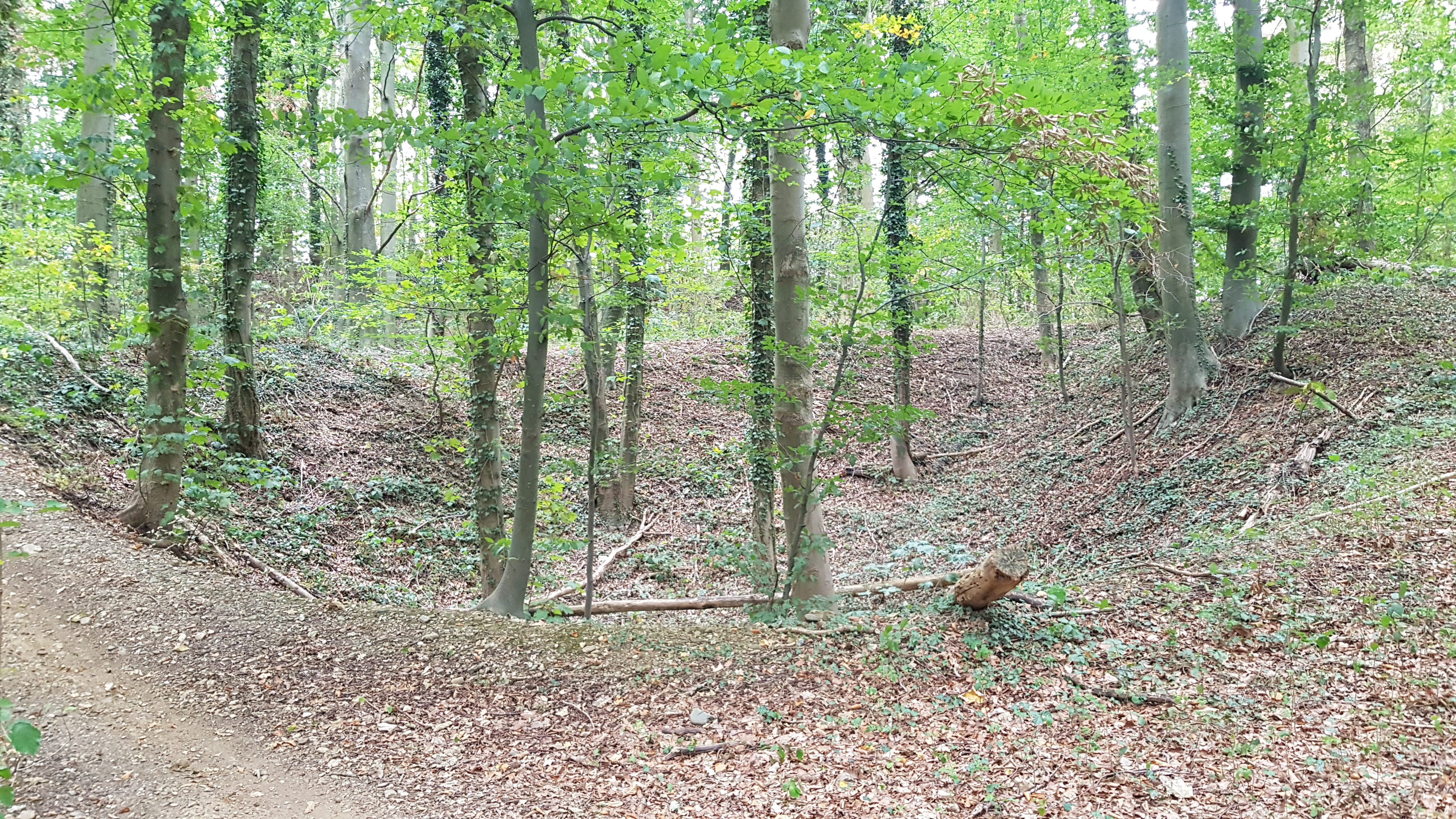
locatie van de verdwenen Oude Marendalgroeve

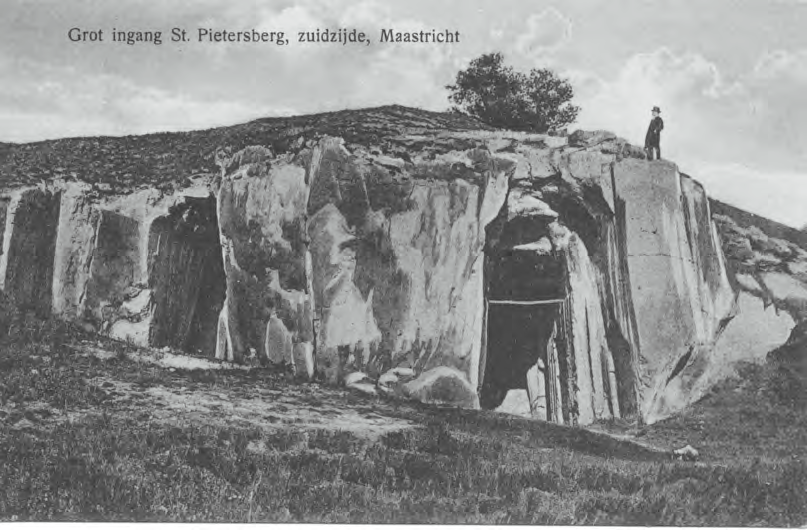
Oude Marendalgroeve op oude prentbriefkaart

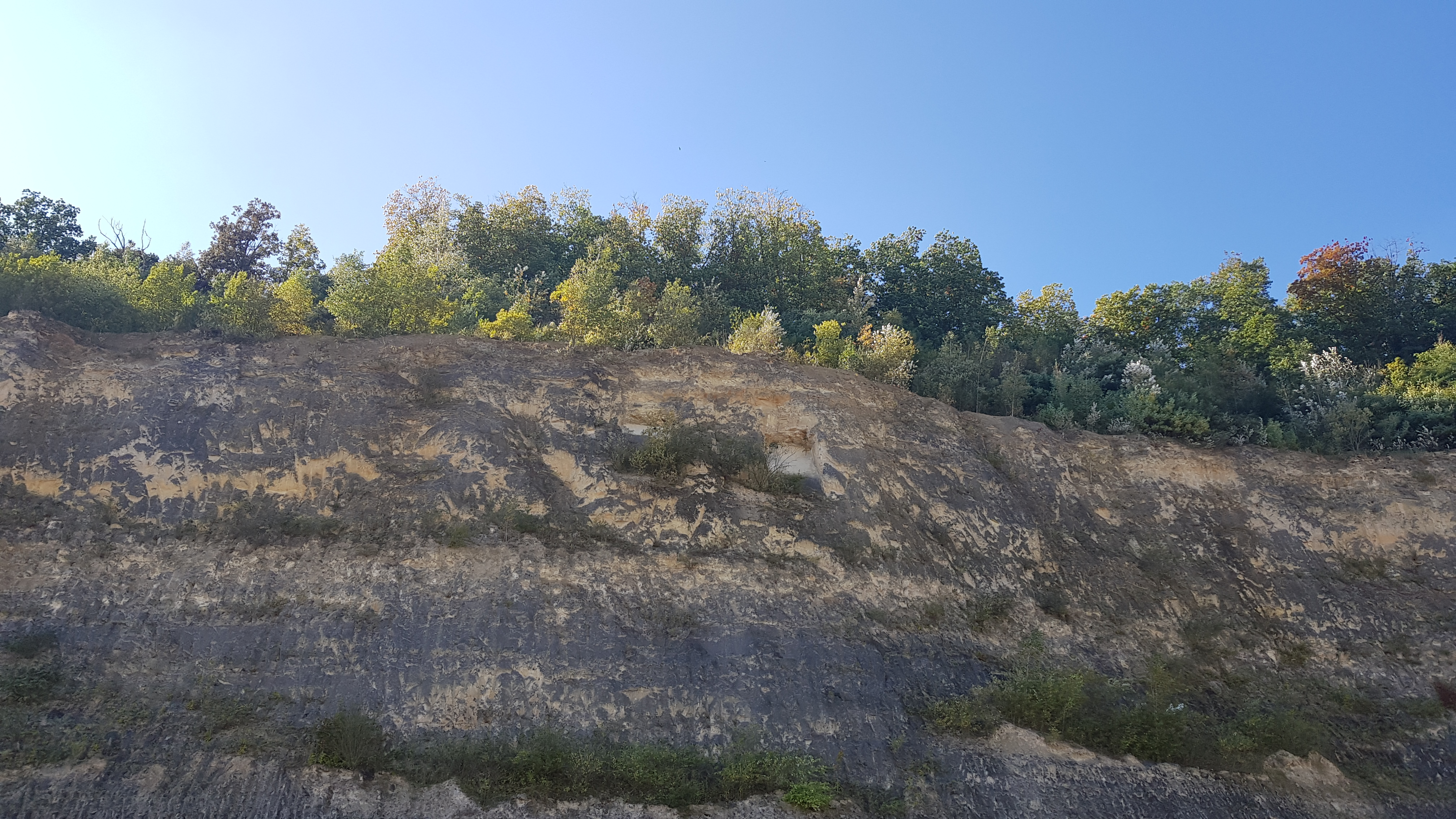
Dichtgemetselde aangesneden gangen van de groeve in de mergelwand van de ENCI-groeve

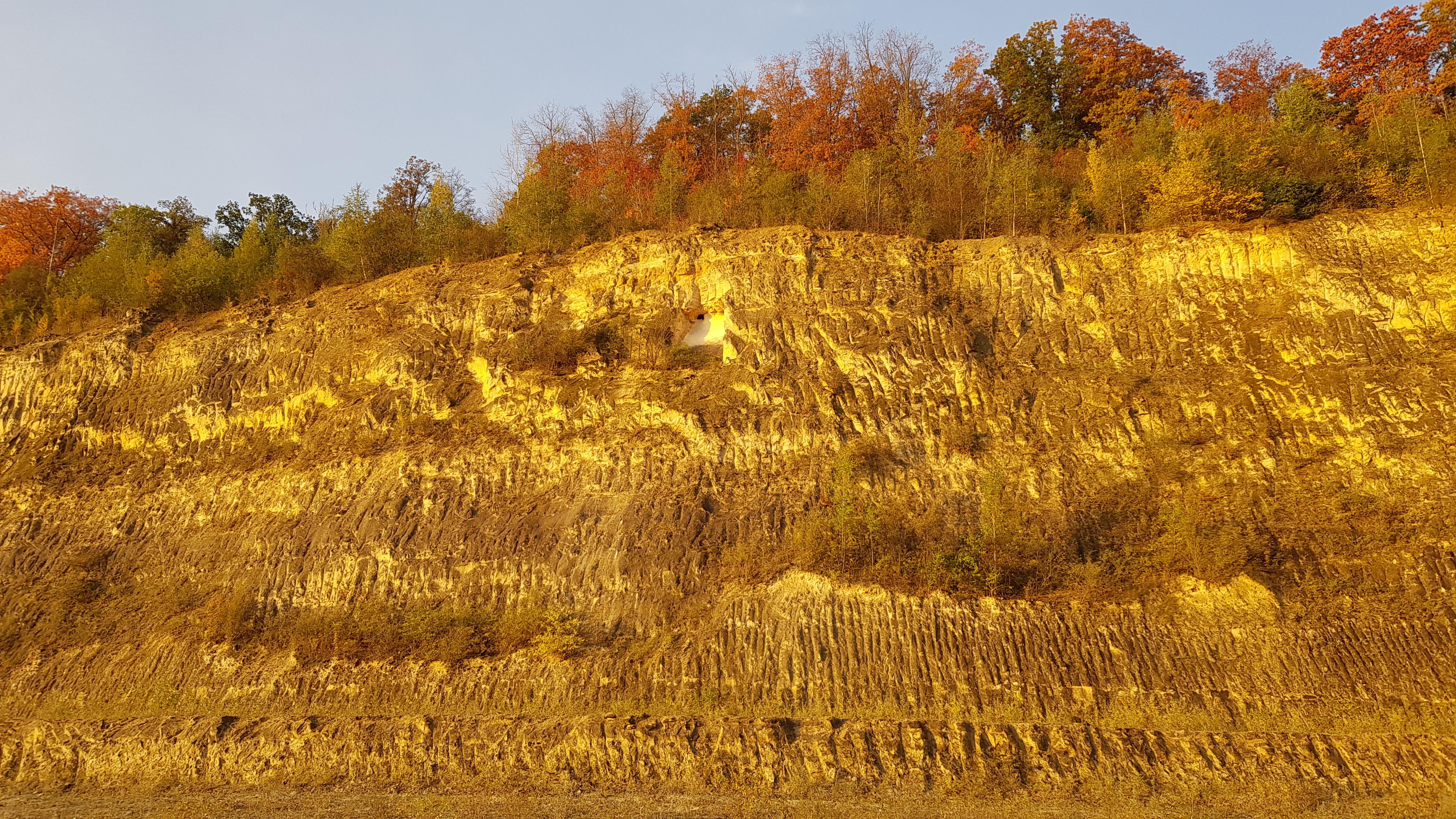
Dichtgemetselde aangesneden gangen van de groeve in de mergelwand van de ENCI-groeve

De Oude Marendalgroeve, Oude Maarendalgroeve of Groeve Marendal-oud is een voormalige Limburgse mergelgroeve in Nederlands Zuid-Limburg in de gemeente Maastricht. De groeve ligt in de oostelijke dalwand van het Jekerdal en op de westelijke helling van de Sint-Pietersberg en het Plateau van Caestert. De groeve ligt onder het ENCI-bos.
Op ongeveer 225 meter naar het zuidoosten bevond zich de locatie van de Nieuwe Marendalgroeve, op ongeveer 350 meter naar het noorden liggen de Groeve de Tombe en de motte De Tombe en op ongeveer 530 meter naar het zuiden ligt de Duivelsgrot. Op ongeveer 100 meter naar het oosten ligt de westelijke groevewand van de ENCI-groeve.

## Geschiedenis
De groeve werd door blokbrekers ontgonnen voor de winning van kalksteenblokken.
In 1749 werd de groeve reeds vermeld op de kaart Masse.
In augustus 1914 was de Belgische familie Daemen op de vlucht voor de Duitse bezetters aan het begin van de Eerste Wereldoorlog en betrok in de nacht van 18 op 19 augustus 1914 de groeve. In een deel van de groeve werden de paarden en koeien gestald die de familie had meegenomen, een ander deel gebruikten ze om zelf in te wonen. In augustus 1919 vertrok de familie weer naar huis.
Tussen 1925 en 1935 verdween de Oude Marendalgroeve samen met de Nieuwe Marendalgroeve onder de stortberg van de ENCI-groeve. Deze stortberg was ontstaan omdat men voor de ontginning van de ENCI-groeve dekgronden bestaande uit zand en grind moest weggraven om bij de kalksteen te komen, waarbij men deze dekgronden ten westen van de ENCI-groeve dumpte. In 1938/1939 werd er op de voormalige stortberg het ENCI-bos aangeplant. Met de ontginning van de ENCI-groeve werden de gangen van de Oude Marendalgroeve aangesneden.

## Groeve
De groeve heeft een oppervlakte van 125 bij 100 meter.

## Geologie
In de Marendalgroeve werd de Kalksteen van Nekum uit de Formatie van Maastricht ontgonnen.